# Peribatodes defloraria
Peribatodes defloraria är en fjärilsart som beskrevs av Franz Dannehl 1928. Peribatodes defloraria ingår i släktet Peribatodes och familjen mätare. Inga underarter finns listade i Catalogue of Life.